# Sepp Schönmetzler
Sepp Schönmetzler, né le 24 septembre 1944 à Striegistal (Saxe), est un patineur artistique allemand, double champion ouest-allemand en 1962 et 1965.

## Biographie

### Carrière sportive
Sepp Schönmetzler commence à patiner à l'âge de quatre ans. Il est le fils de Josef Schönmetzler et Sonja Fuchs. Il représente le club SC Rießersee en compétition nationale et est entraîné par son père. Il devient double champion d'Allemagne de l'Ouest en 1962 et 1965.
Il représente son pays à cinq championnats européens (1961 à Berlin-Ouest, 1962 à Genève, 1963 à Budapest, 1964 à Grenoble et 1965 à Moscou), quatre mondiaux (1962 à Prague, 1963 à Cortina d'Ampezzo, 1964 à Dortmund et 1965 à Colorado Springs) et aux Jeux olympiques d'hiver de 1964 à Innsbruck.
Il arrête sa carrière sportive après les mondiaux de 1965.

### Reconversion
Sepp Schönmetzler termine ses études et passe son Abitur à Oberstdorf en 1963.
Après la fin de sa carrière sportive, il participe aux tournées du spectacle américain Ice Capades pendant deux ans de 1965 à 1967.
À partir de 1967, il étudie la photographie à la Technische Hochschule de Cologne. Il obtient son diplôme en 1970 et devient ingénieur diplômé en photographie technico-scientifique. Parallèlement, il travaille dès 1967 comme entraîneur au club de patinage de Cologne (Kölner Eisklub) et devient entraîneur certifié de patinage artistique (Fachübungsleiter) en 1970.
En 1972, il commence à travailler pour le journal allemand Bild en tant que photojournaliste pendant trois mois à Cologne puis à Hambourg. Il travaille aussi bénévolement aux Jeux olympiques d'été de 1972 à Munich et participe à la rédaction du journal du village olympique (Dorfzeitung).
Entre 1976 et 1979, il étudie les sciences du sport à l'école supérieure des sports de Cologne (DSHS). De 1979 à 1991, il travaille pour la DSHS en tant qu'employé scientifique. En 1984, il fait son doctorat à la DSHS en sciences du sport dans les domaines de la biomécanique et de l'entraînement général et des sciences du mouvement (Bewegungslehre).
En 1977, il devient entraîneur certifié pour le tennis.
À partir de 1979, Sepp Schönmetzler travaille comme entraîneur-enseignant pour le comité olympique allemand et pour la fédération allemande de patinage artistique.
En 1986, il devient l'entraîneur fédéral de l'Autriche pour le patinage artistique et occupe ce poste pendant un an.
En 1988, il devient l'entraîneur principal du club TUS Wiehl 1891.
Depuis 1992, Sepp Schönmetzler travaille comme entraîneur indépendant et responsable d'événements sportifs. Il fonde la maison d'édition d'informations sportives scientifiques (Verlag für Sportfachinformation) et publie le magazine allemand de sports de glace Eissport-Magazin.

### Famille
En 1979, Sepp Schönmetzler épouse Sabine Beier. Le couple a deux enfants. Il divorce le 31 janvier 2002.

## Palmarès
| Compétitions principales            | 1960 | 1961 | 1962 | 1963 | 1964 | 1965 |  |  |  |  |  |  |  |  |  |
| Jeux olympiques d'hiver             |      |      |      |      | 12e  |      |  |  |  |  |  |  |  |  |  |
| Championnats du monde               |      |      | 13e  | 7e   | 10e  | 11e  |  |  |  |  |  |  |  |  |  |
| Championnats d’Europe               |      | 7e   | 8e   | 5e   | 6e   | 4e   |  |  |  |  |  |  |  |  |  |
| Championnats d'Allemagne de l'Ouest | 3e   | 2e   | 1er  | 2e   |      | 1er  |  |  |  |  |  |  |  |  |  |
|                                     |      |      |      |      |      |      |  |  |  |  |  |  |  |  |  |